# ماكوتو تاكيدا (ممثل)
ماكوتو تاكيدا (باليابانية: 竹田真恋人) (و. 1990 – م) هي عارضة، وممثلة، وتارينتو، من اليابان.